# Фусо (линеен кораб, 1914)
Фусо (на японски: 扶桑, на английски: Fuso) е линеен кораб на ВМС на Япония. Главен кораб на едноименния проект. Корабът е кръстен в чест на старинно име на Япония.
Линкор е заложен на 11 март 1912 г. в Морския арсенал в Куре, спуснат е на вода на 28 март 1914 г. и е въведен в експлоатация през ноември 1915 г. В началото на службата си линкорът е използван първоначално за патрулиране край бреговете на Китай. Не взема участие през Първата световна война. През 1923 г. участва в ликвидацията на последствията от земетресението в Канто. През 1930 – 1935 и 1937 – 1941 години преминава дълбока модернизация за усилване на бронирането и преустройство на горните надстройки. През Втората световна война „Фусо“, в състава на Южната група на вицеадмирал Шоджи Нишимура, взема участие в сражението в залива Лейте. В нощта на 25 октомври 1944 г. „Фусо“, заедно с еднотипния кораб „Ямаширо“, са потопени в бой с шест американски линкора в пролива Суригао. Линкорът „Фусо“ е уцелен от две торпеда от американски разрушител, след което корабът се взривява. В съобщенията от биткате се твърди, че „Фусо“ се разчупва посредата, и двете му половини остават на вода в продължение на час. От целият му екипаж се спасяват само 10 души.

## Модернизация

### Конструкция
В периода 1923 – 1924 г. линкора преминава през първата си модернизация. Размерите на носовата надстройка е увеличена, последната, със своите очертания, започва да прилича на главната кула на японски замък. На самия ѝ връх е разположен КДП с 8 м далекомер, всички кули на главния калибър също са снабдени с 6 м далекомери.
В хода на модернизацията от 1930 – 1933 г. надстройката на линкора е увеличена, поставена е фокмачта. Задната надстройка е преустроена за разполагане на 127-милиметрови зенитни оръдия и са поставени допълнителни постове за управлението на огъня. На „Фусо“ е преустроена и подводната част – увеличени са противоторпедните були за подобряване на подводната защита и за компенсиране на теглото на допълнителното оборудване и снаряжение. От април 1930 до май 1933 г. „Фусо“ преминава втора, по-обширна модернизация. Тя преминава на два етапа: отначало в Йокосука, а от септември 1932 г. – в Куре. Старата силова установка е заменена с много по-мощна (четири турбозъбчати агрегата, шест парни котли „Kampon“, 75 000 к.с.). Тя се оказва почти с 2000 т по-лека и заема по-малко място, което позволява да се премахне първия комин. Ъгълът на възвишение на оръдията на главния калибър е увеличен до 43°, а на противоминния калибър до 30°. Числото на 152-мм оръдия е съкратено до 14. 76-мм зенитки са заменени с четири сдвоени 127-мм/40 установки и няколко 13,2 мм картечници. На покрива на третата кула е монтиран катапулт за пуск на хидросамолети.
В хода на втория етап от реконструкцията през 1934 – 1935 г. подводната част е разширена, а кърмата е удължена със 7,62 м. Тези изменения увеличават общата дължина на кораба до 212,75 метра, а ширината до 33,1 м. Водоизместимостта на линкорите в процеса на модернизациите се увеличава почти с 4000 тона и съставя 39 154 дълги тона (39 782 т) при пълно натоварване.

### Бронева защита
По време на своята първа реконструкция бронята на „Фусо“ е съществено усилена. Палубната броня е увеличена до максималната дебелина 114 мм. Надлъжни прегради от високоякостна стомана с дебелина 76 мм са добавени за подобряване на подводната защита. Противоторпедната защита е подобрена за сметка на оборудването на нова противоторпедна преграда с дебелина 37 – 63 мм и поставяне на бордови були, които увеличават ширината на корпуса по водолинията от 28,7 до 30,6 м. Заради поставените були всички подводни торпедни апарати са демонтирани.

### Авиационно въоръжение
„Фусо“ получава площадка за излитане на самолети, монтирана върху кула №2 през 1924 г. В хода на първия етап от модернизацията на линкора площадката е преместена на покрива на кула №3. Предполага се базирането на 3 самолета, макар корабите да нямат самолетен хангар.
Изначално на корабите са базирани бипланите Накаджима E4N2, през 1938 г. те са заменени с Накаджима E8N2. В хода на втория етап на модернизацията от 1940 – 1941 г. на кърмата на кораба е поставен нов катапулт и са подобрени условията за базиране на самолетите. От 1942 г. линкорът „Фусо“ получава новия биплан Mitsubishi F1M вместо Накаджима E8N2.
- Линейният кораб „Фусо“ по време на дострояването му на вода.
- „Фусо“ след модернизацията.
- Схема на линкора „Фусо“.

## История на службата

### Довоенен период
„Фусо“ е заложен във военноморската корабостроителница в Куре на 11 март 1912 г. и е спуснат на вода на 28 март 1914 г. Корабът е даден за експлоатация на 8 ноември 1915 г. На 13 декември е зачислен в 1-а дивизия на 1-и Флот. Корабът не взема участие в бойни действия по време на Първата световна война, тъй като в Азия вече няма сили на централните държави. До края на войната линкорът се занимава с патрулиране около бреговете на Китай. През 1917 и 1918 г. „Фусо“ служи като флагмански кораб на 1-а дивизия. Линкорът е изваден в резерва. През 1918 г. на кораба са поставени пет 76,2-мм зенитни оръдия. От 9 до 22 септември 1923 г. „Фусо“ участва в спасяването на пострадалите при великото земетресение в Канто. От 1 юли 1924 г. до 1 ноември корабът се командва от капитан Мицумаса Йонаи, бъдещият премиер-министър на Япония. От 1 ноември командването на кораба приема капитан Санкичи Такахаши (на английски: Sankichi Takahashi). През 1920-е години „Фусо“ провежда бойна подготовка край бреговете на Китай и често е изваждан в резерва.
Първият етап на първата му модернизация започва на 12 април 1930 г. в корабостроителницата на Йокосука (на английски: Yokosuka Naval Arsenal). В хода на модернизацията са заменени машините, усилена е бронята, и противоторпедните були. На 26 септември 1932 г. „Фусо“ пристига в Куре, където е обновено въоръжението и са демонтирани торпедните апарати. На 12 май 1933 г. започват ходовите му изпитания. Вторият етап на модернизацията на кораба е проведен след година, в хода на която линкорът е удължен. През март 1935 г. реконструкцията му е завършена. В периода 1936 – 1937 г. „Фусо“ изпълнява ролята на учебен кораб.
На 26 февруари 1937 г. започва втората модернизация на кораба. На 1 декември капитан Хироаки Абе (на английски: Hiroaki Abe) приема командването на линкора. На 1 април 1938 г. реконструкцията му е завършена. На 15 ноември корабът отново е назначен в 1-а дивизия на 1-и Флот. Тя, за кратко, действа в китайски води в началото на 1939 г. На 12 декември 1940 г. започва вторият етап на втората му модернизация. Към 10 април 1941 г. всички модернизационни работи по „Фусо“ са завършени. Обновеният кораб влиза във 2-а дивизия на 1-и Флот. На 15 септември командването на линкора „Фусо“ приема капитан Мицуо Киношита. По това време 2-а дивизия се състои от двата линкора на типа „Фусо“ и двата линейни кораба от типа „Исе“.

### Последен поход
Под командването на контраадмирал Масами Бана „Фусо“ напуска Бруней 22 октомври 1944 г. и в състава на Южната група се насочва на изток към морето Сулу, а след това на североизток към морето Минданао, с намерение да се присъедини към силите на вицеадмирал Такео Курита в залива Лейте. Корабите преминават западно от остров Минданао в пролива Суригао, където се срещат с голямо американско съединение. Сражението в пролива Суригао става най-важното събитие в битката в залива Лейте.
На 24 октомври в 9:08 „Фусо“, „Ямаширо“ и тежкият крайцер „Могами“ забелязват група от 27 самолета, сред които има торпедоносци TBF Avenger и пикиращи бомбардировачи SB2C Helldiver в съпровождение на палубни изтребители F6F Hellcat. Бомба на един от самолетите, паднала на „Фусо“, унищожава катапулта и двата хидросамолета. Друга бомба пада на кораба около кула №2 и пробива палубата, загиват много от матросите, които са на постовете си при спомагателната артилерия.
В ранното утро на следващия ден, в 1:05, „Фусо“ открива огън по левия борд и уцелва крайцера „Могами“. „Приятелският огън“ на линкора убива трима моряка в лазарета на „Могами“.
В 2:00 започват атаки на американските разрушители, те изстрелват 27 торпеда и в 2:07 едно или две торпеда удрят десния борд на „Фусо“. Корабът започва да се накренява по десния борд, забавя ход и излиза от строя. Очевидци по-късно твърдят, че „Фусо“ се разчупва на две, и че двете половини остават над водата и горят в течение на час. Но свидетелите биха могли да видят само огъня по водата, а не и каквито и да били фрагменти от кораба. Историкът Джон Толанд, през 1970 г., утвърждава, че „Фусо“ се е счупил по средата. Съгласно изследванията на историка Антъни Тали, публикувани през 2009 г. и основани на записите на бордовия дневник на кораба „Хатчинс“, където се описва потопяването на „Фусо“ – „огромен взрив в 03:38 се издига над кораба, така че изглежда, сякаш той се разцепва наполовина…“
Потвърдено като истина е, че линкорът е торпилиран и в резултат на интензивното наводняване се преобръща и потъва в течение на четиридесет минути. „Фусо“ отива на дъното между 3:38 и 3:50, от неговия екипаж оцеляват само няколко десетки души. Има свидетелство, че някои от тях са спасени от разрушителя „Асагумо“, самият който потъва след известно време. Десет члена от екипажа на линкора успяват да се върнат в Япония.
На 31 август 1945 г. „Фусо“ е изключен от списъците на флота.

## Откриване на останките
Останките на потъналия линкор „Фусо“ са открити на 25 ноември 2017 г. от експедиция, базираща се на научно-изследователския кораб Petrel. Останките се намират на дълбочина 185 метра и представляват лежаща нагоре с кила основна част на корпуса и напълно отделената от нея, по-малка по размери, носова част. Надстройката-пагода също лежи отделно. Всички останки са силно корозирали и са покрити с гъст слой живи организми, използващи ги като своеобразна среда на обитание.